# Datsun Cross

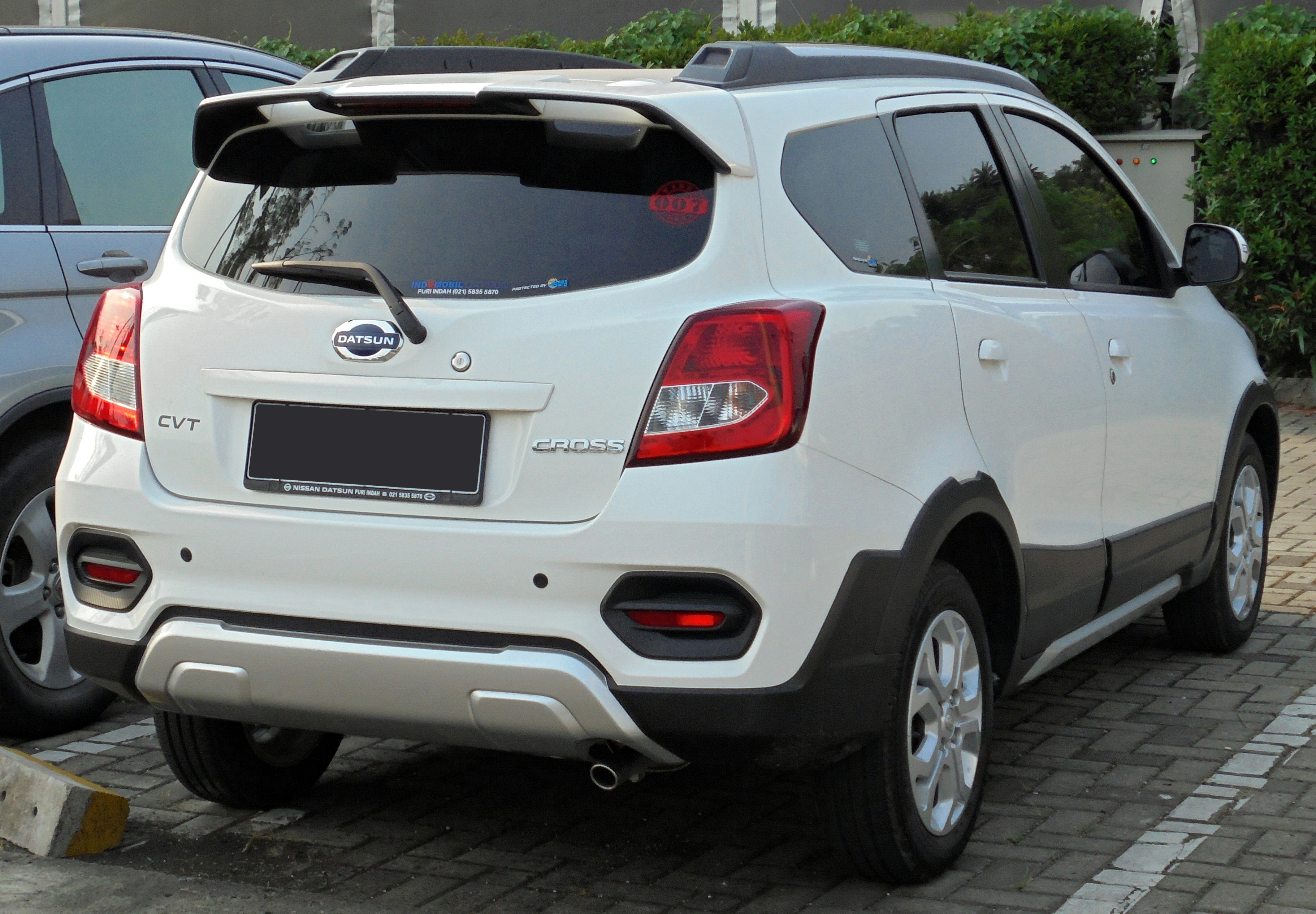
Heckansicht

Der Datsun Cross ist ein PKW-Modell des japanischen Automobilherstellers Nissan, das zunächst für den indonesischen Markt entworfen wurde. Er war Teil der Strategie von Renault-Nissan, die in den 1980er Jahren eingestellte Marke Datsun als günstige Marke für Schwellenländer wieder einzuführen.
Der fünftürige Crossover wurde ab Januar 2018 in Indonesien angeboten. Dort wurde er als Kompakt-Crossover beworben. Nach europäischen Maßstäben ist der Cross ein kleines SUV. Produziert wurde der Cross von Nissan Motor Indonesia, PT. in Purwakarta auf der indonesischen Insel West-Java.

## Vorausgegangene Konzeptstudie
Bereits auf der Tokio Motor Show 2015 hatte Datsun eine Konzeptstudie eines Crossover vorgestellt. Diese firmierte noch unter der Bezeichnung "Go Cross".

## Positionierung
Der Cross verfügt über ein Schlechtwegefahrwerk und eine Bodenfreiheit von 200 mm, was ihn für schlechte Straßen und leichtes Gelände qualifiziert. Gleichzeitig ist er als 5+2-Sitzer als Familienfahrzeug positioniert. Der Preis zur Markteinführung begann bei 163 Millionen indonesischen Rupien, umgerechnet etwa 9.500 Euro.

## Motorisierung und Getriebe
Der Cross wird von einem 1.2-l-Ottomotor angetrieben, der wahlweise 50 oder 58 kW leistet. Es wird ein maximales Drehmoment von 104 Newtonmeter angegeben. Zur Kraftübertragung wurden ein manuell geschaltetes Getriebe oder eine stufenlose Automatik angeboten.

## Ausstattung

### Sicherheit
Der Cross ist serienmäßig mit einer "Vehicle-Dynamic-Control"-Technik ausgestattet, die Antiblockiersystem, Traktionskontrolle und einen Bremsassistenten enthält. Ebenfalls in Serie sind Airbags für Fahrer und Beifahrer.

### Beleuchtung
Der Cross hat automatisches Abblendlicht mit LED-Signatur und Nebelscheinwerfer.